# S.T.E.F.E.R. Roma
S.T.E.F.E.R. Roma – włoski klub piłkarski, mający swoją siedzibę w stolicy kraju - Rzymie.

## Historia
Chronologia nazw:
- 1945: S.T.E.F.E.R. Roma
- 1977: A.CO.TRA.L. Roma
- 1980: klub rozwiązano

Piłkarski klub S.T.E.F.E.R. Roma został założony w Rzymie w 1945 roku. Skrót z włoskiego Società delle Tramvie E Ferrovie Elettriche di Roma oznacza Zakład Tramwajów i Kolei Elektrycznych w Rzymie. W sezonie 1945/46 zwyciężył najpierw w grupie B Prima Divisione laziale, a potem w finałowej grupie regionalnej i zdobył awans do Serie C. W dwóch kolejnych sezonach kwalifikował się na piątej pozycji w grupie, ale w 1948 został oddelegowany do Promozione, a w 1951 do Prima Divisione laziale. Po roku wrócił do Promozione i potem przez 20 lat bez przerw występował w niej. W sezonie 1971/72 zwyciężył w grupie A Promozione laziale i awansował do Serie D, ale po dwóch sezonach spadł z powrotem do Promozione laziale. W 1976 zakład zmienił nazwę i od 1977 klub nazywał się A.CO.TRA.L. Roma. po zakończeniu sezonu 1979/80, w którym zajął spadkowe 14.miejsce w grupie A Promozione laziale, został oddelegowany do Serie D. W sezonie 1972/1973 zajął 17.miejsce w grupie F i spadł do Promozione. W sezonie 1977/78 został rozwiązany.

## Sukcesy

### Trofea międzynarodowe
Nie uczestniczył w rozgrywkach europejskich (stan na 31-12-2016).

### Trofea krajowe
| \| \| Zdobyte trofea w rozgrywkach Włoch (stan na: 31-05-2017) \| |                                                          |      |          |
| Rozgrywki                                                         | Osiągnięcie                                              | Razy | Sezon(y) |
| · Mistrzostwo                                                     | I miejsce                                                | 0    |          |
| · Mistrzostwo                                                     | II miejsce                                               | 0    |          |
| · Mistrzostwo                                                     | III miejsce                                              | 0    |          |
| · Puchar                                                          | zdobywca                                                 | 0    |          |
| · Puchar                                                          | finalista                                                | 0    |          |
| II liga                                                           | I miejsce                                                | 0    |          |
| II liga                                                           | II miejsce                                               | 0    |          |
| II liga                                                           | III miejsce                                              | 0    |          |
| Włochy                                                            | Zdobyte trofea w rozgrywkach Włoch (stan na: 31-05-2017) |      |          |

- Serie C:
  - 5.miejsce: 1946/47 (grupa E), 1946/47 (grupa P)

## Stadion
Klub rozgrywał swoje mecze domowe na stadionie Stadio Flaminio w Rzymie, który może pomieścić 42000 widzów.